# Otto Schlotke
Otto Schlotke (vollständiger Name Otto Christian Schlotke * 26. Februar 1869 in Hamburg; † 14. April 1927) war ein deutscher Schriftsteller und Journalist.

## Leben
Otto Schlotke war der Sohn von Ferdinand Schlotke, der seit 1881 Eigentümer und Herausgeber des Journals für Buchdruckerkunst war. In dem Fachblatt schrieb Otto Schlotke beispielsweise 1893 über die auf der Weltausstellung in Chicago gezeigten drucktechnischen Neuerungen.
Ähnlich wie Theodor Goebel äußerte sich auch Otto Schlotke gegen den Einsatz „weiblicher Hilfskräfte“ und trat stattdessen für männliche Arbeitnehmer an den Setzmaschinen ein.

## Werke (Auswahl)
- Blüten vom Wege, Gedichte, 1892
- Kinderfabeln, mit Zeichnungen von Otto Spekter, 1895
- Unser Hamburg, 1897
- Kriegsgedichte, 1915
- Ernst Maschke: Im Volkston, auch genannt Den ich nicht leiden mag, den seh' ich alle Tag Lieder, op. 20, Lied für Singstimme und Klavier nach einem Text von Otto Chr. Schlotke, 1920